# Wienerfilharmonikernas nyårskonsert 2016

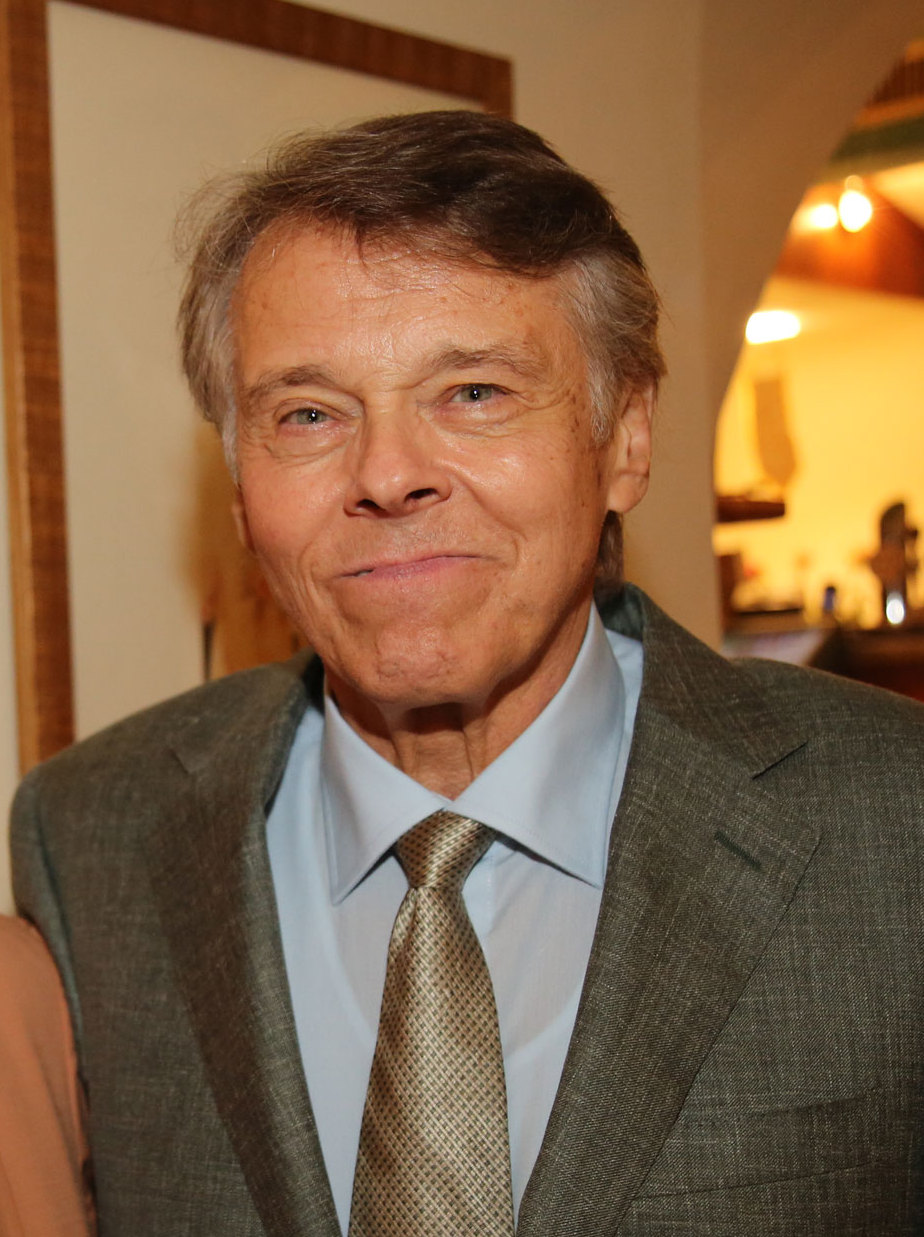
Mariss Jansons

Wienerfilharmonikernas nyårskonsert 2016 räknas som den 76:e nyårskonserten från Wien och ägde rum den 1 januari 2016 i Wiens Musikverein. Dirigent var för tredje gången Mariss Jansons, som även dirigerade konserterna 2006 och 2012.

## Historia
Strikt räknat var det Wienerfilharmonikernas 72:a nyårskonsert, eftersom det inte var förrän 1946 som namnet introducerades. Dessutom var det den 77:e Årsskifteskonserten, då det vid årsskiftet 1939/40 gavs en Außerordentliches Konzert (extraordinär konsert) av Wienerfilharmonikerna, som dock ägde rum på nyårsafton 1939. Från 1941 dirigerades nyårskonserten av Clemens Krauss, med undantag för åren 1946 och 1947 då Krauss förbjöds att dirigera på grund av sin närhet till nazistregimen och ersattes av Strausspecialisten Josef Krips.
Efter Clemens Krauss död 1955 följde Willi Boskovsky, konsertmästare i Wienerfilharmonikerna, som dirigerade konserten 25 gånger i rad. Från 1980 till 1986 följde sju konserter med dirigenten Lorin Maazel, som tjänstgjorde som chef för Wiener Staatsoper från 1982 till 1984. Därefter beslutade Wienerfilharmonikerna att bjuda in en ny dirigent varje år.

## Konserten
Med denna konsert firade filharmonikerna 75-årsjubileet av nyårskonserten; den första konserten på nyårsdagen ägde rum den 1 januari 1941. Tidigare, den 31 december 1939, var det en konsert vid årsskiftet. Verk av Émile Waldteufel och Robert Stolz framfördes för första gången vid en nyårskonsert. Stolz FN-marsch (tyska: UNO-Marsch), komponerad 1962, ingick i programmet med anledning av 70-årsdagen av FN:s första generalförsamling, med FN:s generalsekreterare Ban Ki-moon som gäst i publiken.
Bilder från nöjesparken Wurstelprater, Liliputbahn Prater och Wiens pariserhjul visades till Vergnügungszug och Mariss Jansons blåste signalhorn. Eduard Strauss dog 1916 – han hedrades med den snabba polkan Mit Extrapost i konsertens första del. Innan detta stycke överräckte en postmästare en dirigentpinne till Jansons som en gång varit i Johann Strauss den yngres ägo. Kaiser-Walzer uppmärksammade 100-årsdagen av kejsar Frans Josef I:s död.
Wiener Sängerknaben inbjöds att delta i en nyårskonsert för sjätte gången. På begäran av Mariss Jansons försåg körens chefsdramaturg, Tina Breckwoldt, polkan Auf Ferienreisen med en ny text.
Den 2 december 2015 gav det österrikiska myntverket ut nyårsmyntet 2016 med nyårskonserten som tema. Förutom 50 000 stycken i silver gavs också 200 000 kopparmynt ut; Det nominella värdet är 5 euro styck.

### Blomsterutsmyckningar
För andra gången i rad tillhandahölls blomsterdekorationen av 30 000 blommor av Wiens stadsträdgårdar och österrikiska trädgårdsmästare och blomsterhandlare i samarbete. Färgerna aprikos och orange var dominerande. I samband med 250-årsjubileet av Pratern arrangerades också syrener och kastanjer. Blommorna certifierades med Fair Flowers Fair Plants (FFP) godkännande.

## Program
Programmet presenterades 30 november 2015:

### 1:a delen
- Robert Stolz: UNO-Marsch, op. 1275 (FN-marschen)*
- Johann Strauss den yngre: Schatz-Walzer, op. 418 (efter teman ur operetten Der Zigeunerbaron)
- Johann Strauss den yngre: Violetta, Polka française, op. 404*
- Johann Strauss den yngre: Vergnügungszug, Polka schnell, op. 281
- Carl Michael Ziehrer: Weana Madl'n, Vals, op. 388*
- Eduard Strauss: Mit Extrapost, Galopp, op. 259

### 2:a delen
- Johann Strauss den yngre: Ouvertyr till En natt i Venedig (Berlinversion)
- Eduard Strauss: Außer Rand und Band, Polka schnell, op. 168*
- Josef Strauss: Sphärenklänge, Vals, op. 235
- Johann Strauss den yngre: Sängerslust, Polka, op. 328 (med Wiener Sängerknaben)*
- Josef Strauss: Auf Ferienreisen, Polka schnell, op. 135 (med Wiener Sängerknaben)
- Johann Strauss den yngre: Fürstin Ninetta, Entr’acte mellan akt 2 och 3*
- Émile Waldteufel: España, Vals, op. 236*
- Joseph Hellmesberger senior: Ballszenen-Walzer*
- Johann Strauss den äldre: Seufzer-Galopp, op. 9 (Arrangement: Wolfgang Dörner)
- Josef Strauss: Die Libelle, Polka Mazurka, op. 204
- Johann Strauss den yngre: Kaiser-Walzer, op. 437
- Johann Strauss den yngre: Auf der Jagd, Polka schnell, op. 373[14][15][6]

### Extranummer
- Johann Strauss den yngre: Im Sturmschritt, Polka schnell, op. 348
- Johann Strauss den yngre: An der schönen blauen Donau, Vals, op. 314
- Johann Strauss den äldre: Radetzkymarsch, op. 228

Verkförteckningen och verkens ordning finns på Wienerfilharmonikernas webbplats.
 Verk markerade med * spelades för första gången vid en nyårskonsert.

## Balettinslag
Kostymerna för de två dansmellanspelen designades för första gången av Emma Ryott, koreografin skapades av Jiří Bubeníček. Dansmellanspelen till Kaiserwalzer och polkan Außer Rand und Band spelades in i september 2015 i kejsarlogen på galoppbanan Freudenau samt i Schönbrunn. De dansades av solister från Wiens statsbalett: Olga Esina, Nina Poláková, Ketevan Papava, Nikisha Fogo, Kirill Kourlaev, Mikhail Sosnovschi, Davide Dato, Alexis Forabosco och Kamil Pavelka.

## Pausfilm
Pausfilmen i nyårskonserten 2016 hade titeln Zauberhaftes Salzburg – 200 Jahre bei Österreich och handlade om staden och provinsen Salzburg. Filmen varade cirka 25 minuter och producerades av regissören Ernst A. Grandits och Georg Riha. Mer än 100 platser och sevärdheter i staden och provinsen Salzburg visades: inklusive Festung Hohensalzburg, Hellbrunnfontänerna, Krimmlerfallen, Grossglockneralpvägen och Samson-figuren.

### Musik
- Wolfgang Amadeus Mozart: Menuetto – Trio, Klarinettenquintett A-Dur, KV 581
  - Matthias Schorn, Klarinett
  - Kirill Kobantschenko, 1. Violin
  - Adela Frasineanu, 2. Violin
  - Sebastian Führlinger, Viola
  - Wolfgang Härtel, Violoncello
- Tobi Reiser/Christof Zellhofer: Maxglaner Reloaded (Maxglaner Zigeunermarsch)
  - Vienna Phil Banda
- Franz Doppler och Karl Doppler: Rigoletto Fantasie och
- Gioachino Rossini: Tarantella Napoletana
  - The Clarinotts (Ernst, Daniel och Andreas Ottensamer)
- Antonio Caldara: Sinfonia für Trompete, Streicher und Basso continuo in C-Dur
  - Trumpet & Strings Vienna
- Wolfgang Amadeus Mozart:
  - Der Hölle Rache kocht in meinem Herzen
  - Dies Bildnis ist bezaubernd schön
  - Pa-Pa-Pa ur Trollflöjten, KV 620
    - Cello-Ensemble Mozart

  - Ouvertyren till Don Giovanni, KV 527
    - Wiener Philharmoniker, Herbert von Karajan (1987)[20]

## TV-utsändningar
För tredje gången i rad var regissören Michael Beyer ansvarig för den 58:e ORF-sändningen, med 15 HDTV-kameror. Konserten sändes i över 90 länder runt om i världen, för första gången i Brasilien, Pakistan och Vietnam. Den sågs av 50 miljoner tittare över hela världen.

## Inspelningar
Dubbel-CD:n släpptes den 8 januari 2016 och var ett av de mest sålda albumen 2016 i Österrike. DVD och Blu Ray-Disc släpptes den 29 januari 2016.

## Weblänkar
- ”Neujahrskonzert 2016 mit Mariss Jansons”. http://www.wienerphilharmoniker.at/neujahrskonzert/neujahrskonzert-main.
- Neujahrskonzert 2016 mit Mariss Jansons auf austriancharts.at